# بروتوس الطروادي

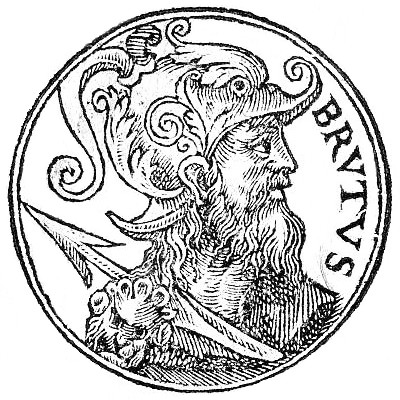
بروتوس الطروادي في رسم يعود للقرن السادس عشر

بروتوس الطروادي هو بطل أسطوري وسليل أينياس بطل طروادة، وعرف في التاريخ القروسطي البريطاني بأنه مؤسس مملكة بريطانيا وهو سميّها وأول ملك عليها. تظهر هذه الأسطورة أول مرة في كتاب تاريخ البريطانيين (باللاتينية: Historia Britonum)، وهي مجموعة تاريخية مجهولة المؤلف من القرن التاسع، وأضيف إليها تعليقات من قبل نينيوس، ولكنه معروف أكثر من سجلات جيفري مونماوث من القرن الثاني عشر في كتابه تاريخ ملوك بريطانيا (باللاتينية: Historia Regum Britanniae). ولكن رغم هذا فلم يرد ذكره في أي نص كلاسيكي ولا يمكن اعتباره شخصية في التاريخ.

## تاريخ البريطانيين
يذكر كتاب تاريخ البريطانيين أن «الجزيرة البريطانية استمدت اسمها من بروتوس، وهو قنصل روماني غزا اسبانيا». واستمد العمل هذه النظرية كتاب أصل الكلمات (باللاتينية: Etymologiae) بقلم إيزيدور الإشبيلي في القرن السابع الميلادي، والذي رأى أن بريطانيا أخذت اسمها من الجنرال الروماني ديكيموس يونيوس بروتوس كالايكوس، الذي هدأ إسبانيا في عام 138 قبل الميلاد. وهناك قصة أكثر تفصيلا تدور أحداثها قبل تأسيس روما، وتروي أن بروتوس كان حفيد أو ابن حفيد أينياس، وهي تمزج قصة إيسيدور مع حكايات جدول الأمم في التواريخ المسيحية واليهودية، والتي حاولت تتبع أصول شعوب العالم المعروف (وكذلك الشخصيات الأسطورية، مثل بيت أينياس الطروادي) إلى أسلاف الكتاب المقدس.
يتبع كتاب تاريخ البريطانيين مصادر رومانية مثل ليفي وفيرجيل، ويذكر كيف استقر أينياس في إيطاليا بعد حرب طروادة، وكيف أسس ابنه أسكانيوس مدينة ألبا لونغا، وهي إحدى التي سبقت روما. تزوج أسكانيوس وحملت زوجته. في نسخة مختلفة فإن والد أينياس هو سيلفيوس، الذي ذكر بأنه إما الابن الثاني أينياس الذي سبق ذكره في تاريخ البريطانيين، أو أنه ابن أسكانيوس. طُلب من ساحر أن يتنبأ بمستقبل الطفل، أنه سيكون صبيا وأنه سيكون أشجع من في إيطاليا وأكثر شخص محبوب فيها. غضب أسكانيوس وأمر بقتل الساحر. توفيت الأم أثناء الولادة.
أطلق على الصبي اسم بروتوس، وعندما كبر قتل أباه بالخطأ والده بسهم وتم نفيه من إيطاليا. تجول بين جزر البحر التيراني وعبر بلاد الغال، حيث أسس مدينة تور، وانتهي به المطاف إلى بريطانيا، والتي سماها على نفسه وملأها بأحفاده. وتزامن عهده زمن الكاهن ايلي الذي كان قاضيا في أرض إسرائيل، وفي زمن أخذ تابوت العهد من قبل الفلستيين.
نسخة مختلفة من كتاب التاريخ البرطياني تجعل بروتوس ابن سيلفيوس بن أسكانيوس، ويتتبع نسبه إلى حام بن نوح. فصل آخر يتتبع نسب بروتوس بشكل مختلف ويجعله حفيد الملك الروماني الأسطوري نوما بومبيليوس، الذي كان هو نفسه ابن أسكانيوس، ويتبع أصله إلى يافث بن نوح. هذه الحكايات المسيحية تتعارض مع الأنساب الطروادية الكلاسيكية والتي تنسب عائلة طروادة الملكية إلى الآلهة اليونانية.
هناك بروتوس آخر، وهو ابن هيسيكيون بن ألانوس أول الأوروبيين، ويتبع نسبه أيضا عبر أجيال عديدة إلى يافث، وتظهر إشارة له في تاريخ البريطانيين. وكان إخوته هم فرانكوس وألامانوس ورومانوس، أسلاف الأمم الأوروبية الهامة أيضا.

## تاريخ ملوك بريطانيا
يروي سجل جيفري مونموث نفس القصة ولكن بتفصيل أكبر. ويؤكد هنا أن بروتوس هو حفيد أسكانيوس لا ابنه، وأن والده هو سيلفيوس ابن أسكانيوس. كذلك فإن الساحر الذي يتنبأ بما يصل إليه بروتوس من عظمة ويتنبأ أيضا أنه سيقتل والديه. يفعل بروتوس هذا بنفس الطريقة الموصوفة في كتاب تاريخ البريطانيين ويتم نفيه. يسافر بروتوس بعدها إلى اليونان ويكتشف مجموعة من الطرواديين المستعبدين هناك، ثم يصبح زعيمهم ويهزم الملك اليوناني باندراسوس بعد سلسلة من المعارك بأن هاجم معسكره ليلا بعد أن قبض على الحراس. ثم يأخذ الملك رهينة ويجبره على إطلاق سراح شعبه. ثم تزوج بروتوس من إغنوغي ابنة باندراسوس وأخذ مجموعة من السفن والمؤن وأبحر بعيدا.
حط الطرواديون في جزيرة مهجورة واكتشفوا معبدا مهجورا لديانا. بوعد أن أدوا الطقوس، نام بروتوس أمام تمثال الإلهة وأتته رؤيا عن الأرض قدّر له أن يستوطنها، وهي جزيرة في المحيط الغربي لا يسكنها سوى عدد قليل من العمالقة.
بعد مواجهتهم للمغامرات في شمال أفريقيا والتقائهم بالجنيات المغنيات، اكتشف بروتوس مجموعة أخرى من الطرواديين المنفيين الذين يعيشون على ضفاف البحر التيراني بقيادة المحارب العظيم كورينيوس. يصل الفريق لبلاد الغال، ويبدأ كورينيوس حربا مع غوفاريوس بيكتوس ملك أكويتانيا، وذلك بعد أن قام بالصيد في غابات الملك دون إذن. مات تورونوس ابن أخ بروتوس في القتال، وتأسست مدينة تور حيث مكان دفنه. انتصر الطرواديون في معظم معاركهم، ولكنهم أدركوا أن الغاليين يتمتعون بأفضلية العدد، فعادوا إلى سفنهم وأبحروا إلى بريطانيا، وكان يطلق عليها وقتها اسم ألبيون. ثم حط الفريق في ساحل توتنيس. التقوا بعدها بأحفاد عمالقة ألبيون وهزموهم.
أعاد بروتوس تسمية الجزيرة على نفسه وأصبح أول ملك عليها. أصبح كورينيوس حاكم منطقة كورنوال والتي سميت عليه. وتعرضوا لمضايقات العمالقة خلال أحد المهرجانات، ولكنهم قتلوا كل العمالقة إلا زعيمهم وأكبرهم حجما ويدعى غوغماغوغ، الذي بقي ليتبارى في مصارعة ضد كورينيوس. ثم هزم على يد كورينيوس الذي ألقاه من الهاوية إلى حتفه. أسس بروتوس بعدها مدينة على ضفاف نهر التايمز، وأطلق عليها ترويا نوفا، أو طروادة الجديدة. وتم تحريف الاسم مع الوقت إلى ترينوفانتوم، وهي المدينة التي سميت لاحقا لندن (على أن أصل الاسم أتى من ترينوفانتس، وهي إحدى قبائل العصر الحديدي في بريطانيا). وضع بروتوس القوانين لشعبه وحكمهم لأربع وعشرين عاما. دفن بعد وفاته في ترينوفانتوم، وقسمت الجزيرة بين أبنائه الثلاثة: لوكرينوس (إنجلترا)، ألباناكتوس (اسكتلندا)، كامبر (ويلز).

## الإرث

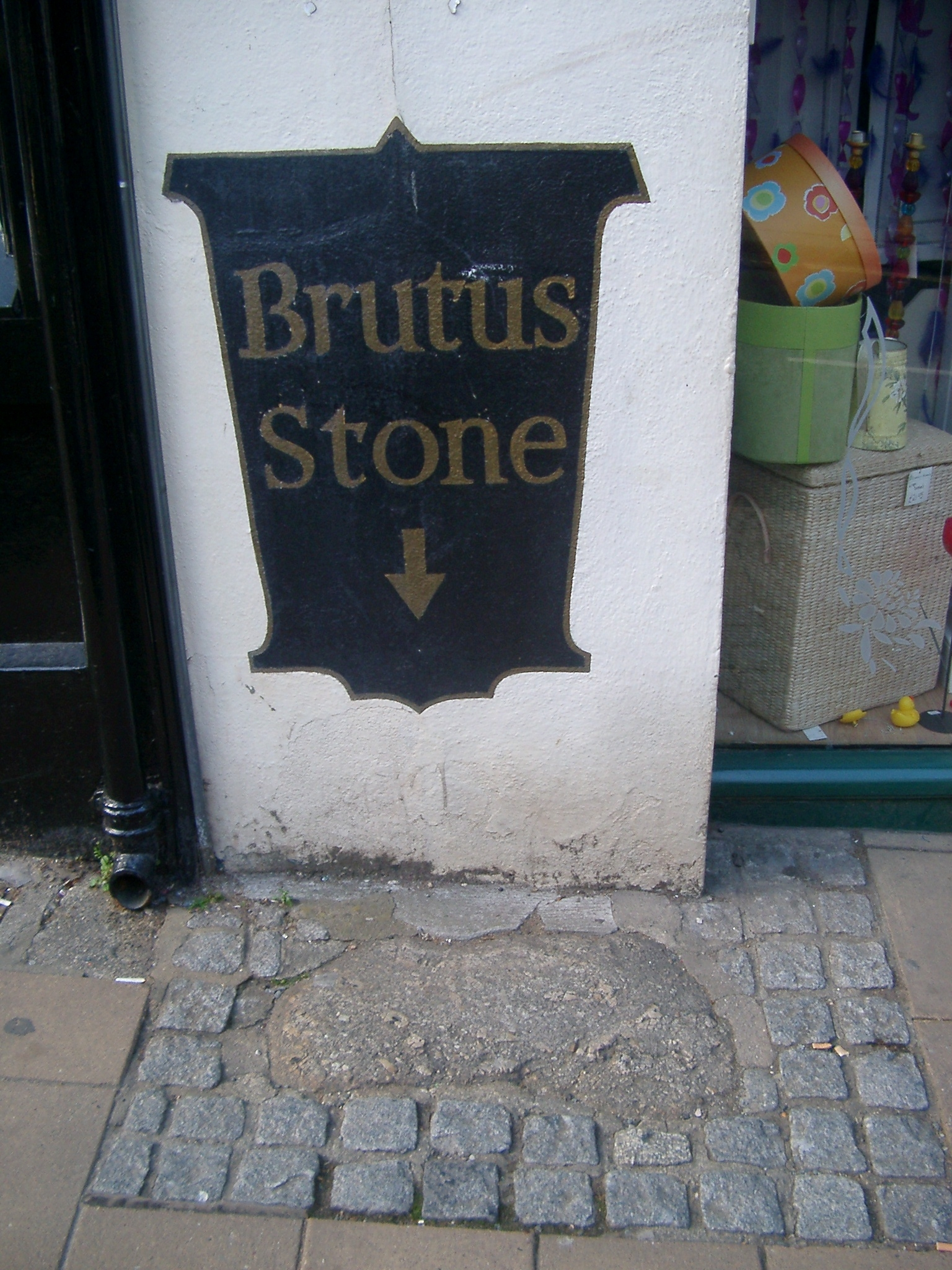
حجر بروتوس في توتنيس

ظهرت عدة ترجمات واقتباسات لتاريخ جيفري، مثل حكاية بروت Roman de Brut بالفرنسية النورماندية بقلم روبير واس، وحكاية بروت بالإنجليزية الوسطى بقلم لايامون، وأصبحت كلمة «بروت» نفسها تعني في الويلزية وقائع عن تاريخ البريطانيين. ومن بين الاقتباسات الويلزية الوسطى هي بروت إي برينيند (بالويلزية: Brut y Brenhinedd) (أو «وقائع الملوك»). وهناك بروت إي تيويسوجيون (بالويلزية: Brut y Tywysogion) (أو «وقائع الأمراء»)، وهو تاريخ رئيسي عن حكام ويلز من القرن السابع إلى فقدان استقلالهم في القرن الثالث عشر، هو عمل تاريخي محض لا يحوي أي مواد أسطورية ولكن العنوان يعكس تأثير عمل جيفري، ويمكن أن ينظر إليه على أنه «تتمة» له. بدأ مؤرخو بريطانيا الأوائل مثل ألفريد بيفرلي ونيكولاس تريفيت وجيرالد الويلزي تواريخهم عن بريطانيا بقصة بروتوس. ولم تزل أسطورة بروتوس واستقراره في بريطانيا تعتبر حدثا تاريخا حقيقيا خلال أوائل العصر الحديث، مثل سجلات هولينزهيد على سبيل المثال (1577) الذي يعتبر أسطورة بروتوس واقعية.
كتب الشاعر الإنجليزي هيلدبراند جاكوب في القرن الثامن عشر قصيدة ملحمية، بعنوان «بروتوس الطروادي، مؤسس الإمبراطورية البريطانية، وما يتعلق به، في ما يلي حكايات ملحمة الإنياذة الرومانية».
يقول جيفري في تاريخه أن بروتوس وأتباعه حطوا في توتنيس في منطقة ديفون. وهناك حجر على شارع فور في توتنيس يعرف باسم «حجر بروتوس» ويكرم هذا الحدث.